# Abgeleitete Quellenkarte
Abgeleitete Quellenkarten sind ein wenig gebräuchlicher kartographischer Fachausdruck für thematische Karten, die abgeleitete, nicht unmittelbar im Gelände zu erkennende Informationen darstellen. Diese Daten können beispielsweise als Größengruppen farbig kodiert oder in Form von Isolinien dargestellt werden.
Die Darstellung erfolgt bei flächenbezogenen Sachverhalten oft als Kartogramm.